# اوروتنسین ۲
اوروتنسین ۲ (به انگلیسی: Urotensin-II) با فرمول شیمیایی C64H85N13O18S2 یک ترکیب شیمیایی است. که جرم مولی آن ۱۳۸۸٫۶ g/mol می‌باشد. 